# Matti Rönkä

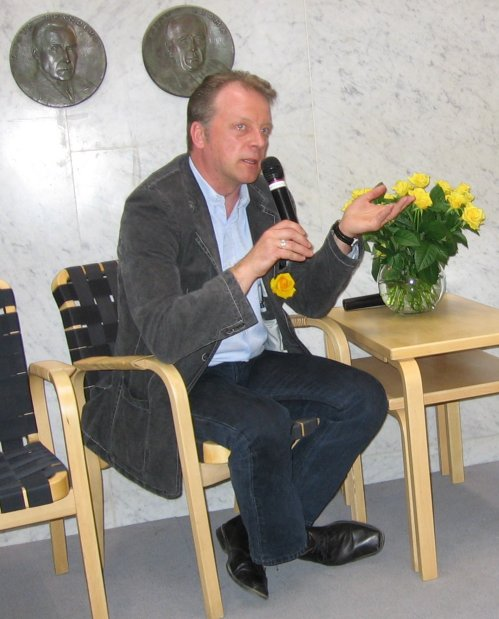
Matti Rönkä i Akademiska bokhandeln på Rosens och bokens dag 2006

Matti Rönkä, född 9 september 1959 i Kuusjärvi (numera införlivad i Outokumpu) i Norra Karelen är en finländsk journalist och författare. Han har varit gift med journalisten Suvi Ahola och har tre barn med henne.

## Bakgrund
Rönkä är magister i statsvetenskap från Helsingfors universitet och har gått Helsingin Sanomats journalistskola. Han är verksam som chef för nyhetsredaktionen på YLE TV1 där han varit anställd sedan 1990.

## Författarskapet
Rönkä debuterade som kriminalförfattare 2002 med romanen Tappajan näköinen mies ("En man som ser ut som en dråpare"). Den väckte uppmärksamhet genast från början och nominerades för flera priser i Tyskland då översättningen kom ut 2007. Den fiktive huvudpersonen och böckernas "jag" är Viktor Kärppä, en man med en brokig bakgrund. Han är född i Sordavala i Karelska republiken, på mödernet stammande från en uråldrig finsk folkstam som bodde i Ingermanland, och hans far var en finsk avhoppare som flyttade till Sovjetunionen på 1920-talet. Själv hade han en utbildning i Röda armén bakom sig men flyttade till Finland efter Sovjetunionens kollaps i skydd av president Mauno Koivistos allmänna dekret att även personer med ingermanländsk bakgrund formellt skulle behandlas som återflyttare. Kärppä driver ohjälpligt in i den affärsvärld som präglar många invandrare från östblocket och varierar i alla färgskiftningar mellan kolsvart och ljusgrå. I den första boken kommer han över en byggnadsentreprenörsverksamhet som han envist försöker balansera in på den ljusare grå sidan av marknaden med varierande framgång, arbetskraften är inte alltid registrerad och materialens ursprung är ibland diffust, men han drar en klar gräns vid trafficking och misshandel. Genom sin bakgrund kontaktas han av en massa personer som behöver hjälp, allt från ryska familjer som behöver hjälp med språket och byråkratin, till skyddspolisen som behöver en "informatör". Som en sidoeffekt råkar han också ut för en hel del trassel som han ändå nystar upp, oftast i samarbete med den finske polisen Teppo Korhonen, och småningom utvecklas en smått motsträvig vänskap dem emellan. I och med den östliga dimensionen lyckas Rönkä måla upp en för nordiska förhållanden trovärdig undre värld, som ses i ett perspektiv halvt från sidan som inte är alldeles vanligt. Genom böckernas gång utvecklas Kärppäs anpassning till det finländska samhället, och skildringen är kryddad av en drastisk humor och påtaglig människokännedom. Den tredje boken i serien, Ystävät kaukana ("Långt från vänner") belönades som den första finskspråkiga boken med Glasnyckeln som bästa nordiska kriminalroman 2007 och med det finska priset Vuoden johtolanka, "Årets ledtråd". 2008 utkom som den fjärde boken i serien Isä, poika ja paha henki ("Fadern, sonen och den onda anden", eller som en ordlek "Fadern, sonen och den dåliga andedräkten", Jfr. "Isä, Poika ja Pyhä Henki"; Fadern, Sonen och den Helige Anden). En femte bok, Tuliaiset Moskovasta, "Souvenir från Moskva", utkom 2009. Väärän maan vainaja ("Avliden i fel land") kom 2011. Böckerna är översatta till ett tiotal språk, bland andra tyska, estniska och franska. Översättning till svenska påbörjades 2011.
Våren 2011 visades på den finska TV-kanalen MTV3 en TV-serie baserad på böckerna, med Samuli Edelmann i titelrollen.